# Carrer del Poeta Folguera (Sabadell)
El carrer del Poeta Folguera és una via pública noucentista de Sabadell (Vallès Occidental) inclosa a l'Inventari del Patrimoni Arquitectònic de Catalunya.

## Descripció
Petit carrer que va des de la ronda de Zamenhof fins al carrer de Josep Renom. Cal destacar l'harmonia en la tipologia d'habitatges unifamiliars que el formen, conservats en gran part, malgrat algunes modificacions. Les cases són formades per planta baixa i un pis, amb teulada a dues vessants i amb senzilla decoració. Les obertures de les façanes són rectangulars. Tots els habitatges tenen un jardí posterior.

## Història
L'entitat barcelonina "Foment de la Propietat S.A." va adquirir el 24 de març del 1920 una illa de terra a la zona de l'eixample nord del nucli antic de Sabadell, on el mestre d'obres Jané va construir el carrer de cases. El 1922 la corporació municipal li va atorgar el nom del poeta Folguera.